# Pollenfeld

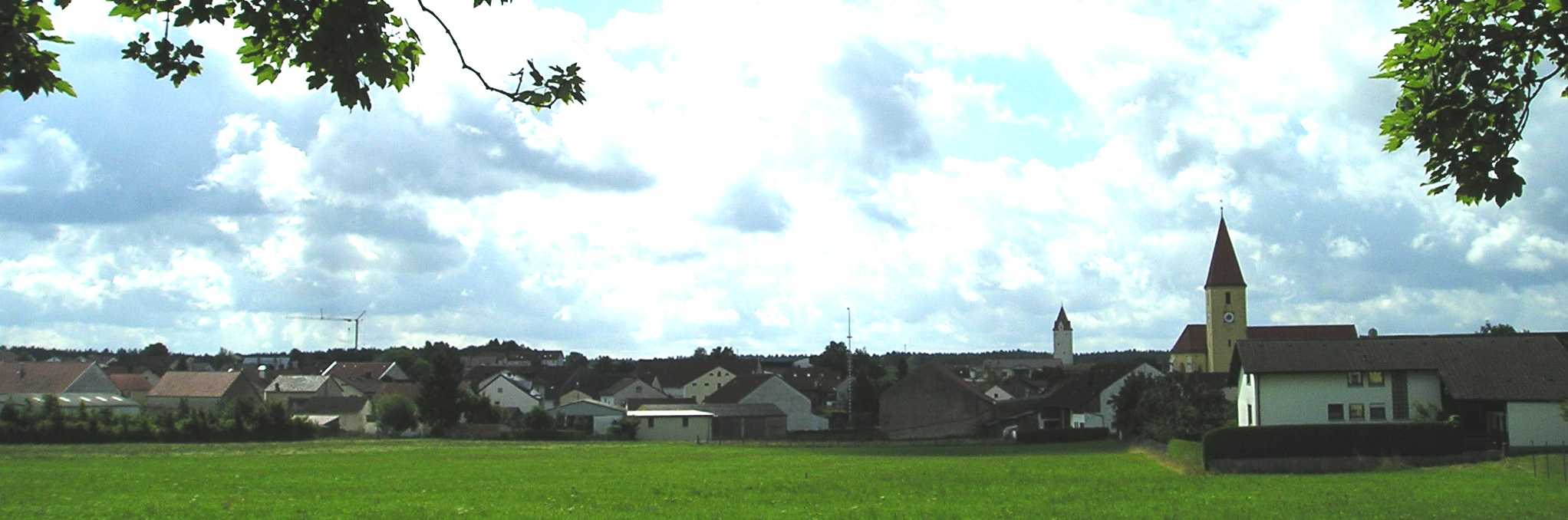
Pollenfeld

Pollenfeld (auf bayerisch: „Boimföd“) ist eine Gemeinde im oberbayerischen Landkreis Eichstätt. Die Gemeinde ist Mitglied der Verwaltungsgemeinschaft Eichstätt.

Pollenfeld von oben

## Geografie
Die Gemeinde liegt auf dem Fränkischen Jura, acht Kilometer nördlich der Kreisstadt Eichstätt in der Planungsregion Ingolstadt.

### Nachbargemeinden
Die Nachbargemeinden sind:
| Raitenbuch (Landkreis Weißenburg-Gunzenhausen) | Titting                                     | Kipfenberg |
| Schernfeld                                     | Kompassrose, die auf Nachbargemeinden zeigt | Walting    |
|                                                | Eichstätt                                   |            |

### Gemeindegliederung
Es gibt zehn Gemeindeteile (in Klammern ist der Siedlungstyp angegeben):
- Götzelshard (Weiler)
- Pollenfeld (Pfarrdorf)
- Preith (Pfarrdorf)
- Seuversholz (Kirchdorf)
- Sornhüll (Kirchdorf)
- Wachenzell (Pfarrdorf)
- Weigersdorf (Kirchdorf)
- Wörmersdorf (Kirchdorf)
- Ziegelhütte bei Seuversholz (Einöde)
- Ziegelhütte bei Wachenzell (Einöde)

## Geschichte

### Bis zur Gemeindegründung
Einer Sage nach hat ein  Mann mit Namen Pollo die Reliquien des hl. Papstes Sixtus II. und andere Heiligtümer aus Rom an diesen Ort gebracht, wodurch sich die Siedlung zu einem Ziel von Wallfahrern entwickelte. Der Name Pollenfeld ist wohl auf diesen Mann zurückzuführen.
1250 war Pollenfeld Sitz eines Edelgeschlechts und Sitz eines Geistlichen, der auch die umliegenden Orte seelsorgerisch betreute.
Um 1420 wurde die Kirche im gotischen Stil ausgebaut und 100 Jahre später (1520) der Hochaltar (im Altarschrein mit Sixtus, Laurentius, Willibald und Walburga sowie Maria mit dem Kinde) eingeweiht.
1552 verlor Pollenfeld nach einem Raub der Reliquien seine Bedeutung als Wallfahrtsort.
Die Pollenfelder Kirche war seit jeher dem Eichstätter Domkapitel einverleibt. Das Amt des Hochstiftes Eichstätt lag ab 1500 im Fränkischen Reichskreis und fiel mit dem größten Teil des hochstiftischen Gebietes im Reichsdeputationshauptschluss im Jahr 1803 an das Fürstentum Eichstätt des Erzherzogs Ferdinand von Toskana. Seit den Friedensverträgen von Brünn und Preßburg 1805 gehört der Ort zu Bayern. 1818 entstand durch das Bayerische Gemeindeedikt die Gemeinde Pollenfeld.
Ab 1912 wurde Pollenfeld mit fließendem Wasser versorgt und 1920 elektrifiziert. 1959 wurde das Schulhaus eingeweiht. 1966 wurde Pollenfeld kanalisiert. 1975 und 1976 kam es zu umfangreichen baulichen Unternehmungen, in deren Rahmen eine Turnhalle und eine Freisportanlage geschaffen wurden. Ferner wurden die Ortsstraßen und Gehsteige ausgebaut. 1978 wurden das neue Pfarrhaus mit dem Pfarrheim eingeweiht.

### Eingemeindungen
Im Rahmen der Gebietsreform erfolgten die Eingemeindungen der Gemeinden Seuversholz, Sornhüll, Wachenzell, Weigersdorf (alle am 1. Januar 1972) und Teilen von Preith (am 1. Mai 1978).

### Einwohnerentwicklung
Zwischen 1988 und 2018 wuchs die Gemeinde von 2409 auf 2916 um 507 Einwohner bzw. um 21,1 %.
| Jahr | Einwohner |
| ---- | --------- |
| 1961 | 1921      |
| 1970 | 1984      |
| 1987 | 2378      |
| 1991 | 2558      |
| 1995 | 2782      |
| 2000 | 2768      |
| 2005 | 2808      |
| 2010 | 2813      |
| 2015 | 2836      |

## Politik

### Gemeinderat
Der Gemeinderat von Pollenfeld hat 14 Mitglieder:
- CSU/CW 7 Sitze
- FWG 7 Sitze

(Stand Kommunalwahl 2020)

### Bürgermeister
Erster Bürgermeister ist seit dem 1. Mai 2014 Wolfgang Wechsler von der Freien Wählergemeinschaft.

### Wappen
| Wappen von Pollenfeld | Blasonierung: „In Rot über einer silbernen Silberdistel mit sechs Grundblättern ein schreitender goldener Löwe.“ |
| Wappen von Pollenfeld | Wappenbegründung: Das Gemeindegebiet Pollenfeld, das im Wesentlichen aus den Orten Pollenfeld, Preith, Seuversholz, Sornhüll, Wachenzell und Weigersdorf besteht, war eng mit dem Eichstätter Domkapitel verbunden. Im Ort Pollenfeld war die Kirche seit unvordenklicher Zeit dem Eichstätter Domkapitel einverleibt; die Päpste Alexander III. bzw. Urban III. bestätigten dem Domkapitel 1179 in Wachenzell Kirche und Meierhof und 1186 in Sornhüll und Weigersdorf Besitz und Rechte; in Preith gingen Patronat, Zehent und Dorfgericht 1302 an das Domkapitel, in Seuversholz besaß das Domkapitel bis 1484 Güter. Wegen dieser vielfältigen Beziehungen wurde in das Gemeindewappen der Löwe aus dem domkapitlischen Wappen übernommen. An die Lage der Gemeinde auf der Jurahochfläche erinnert die Silberdistel, eine typische Pflanze des Altmühljura. Ihre sechs Grundblätter symbolisieren die sechs Gemeindeteile. Das Wappen wurde von dem Heraldiker Theodor Goerge aus Freising gestaltet und am 6. Dezember 1985 durch die Regierung von Oberbayern genehmigt. |

## Bau- und Bodendenkmäler

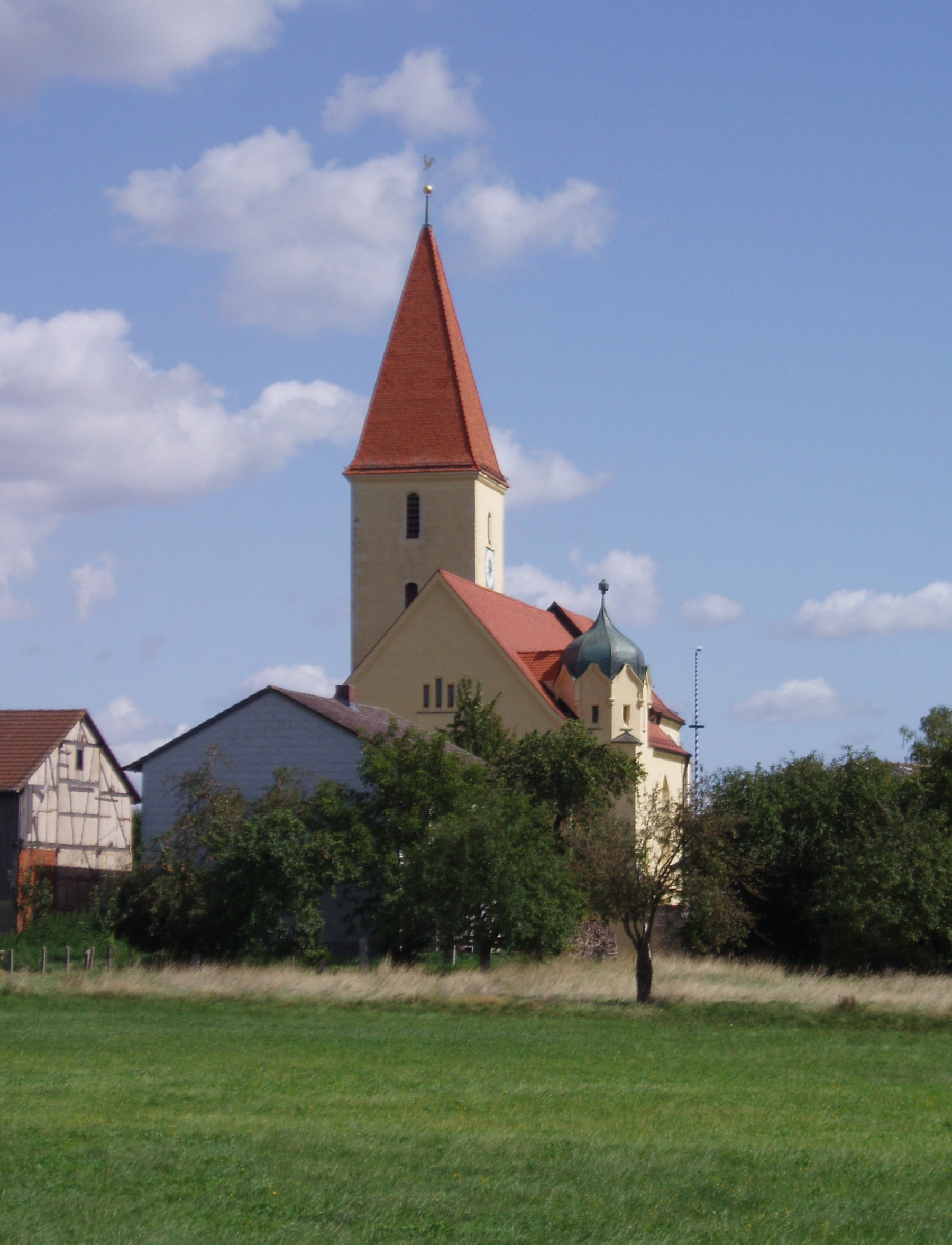
Kirche St. Sixtus

- gotische Pfarrkirche St. Sixtus in Pollenfeld
- Kapelle St. Marien in Seuversholz
- mittelalterliche Wehrkirche in Preith
- vorgeschichtliche Grabhügel in Sornhüll
- Filialkirche St. Martin in Wörmersdorf

## Wirtschaft und Infrastruktur

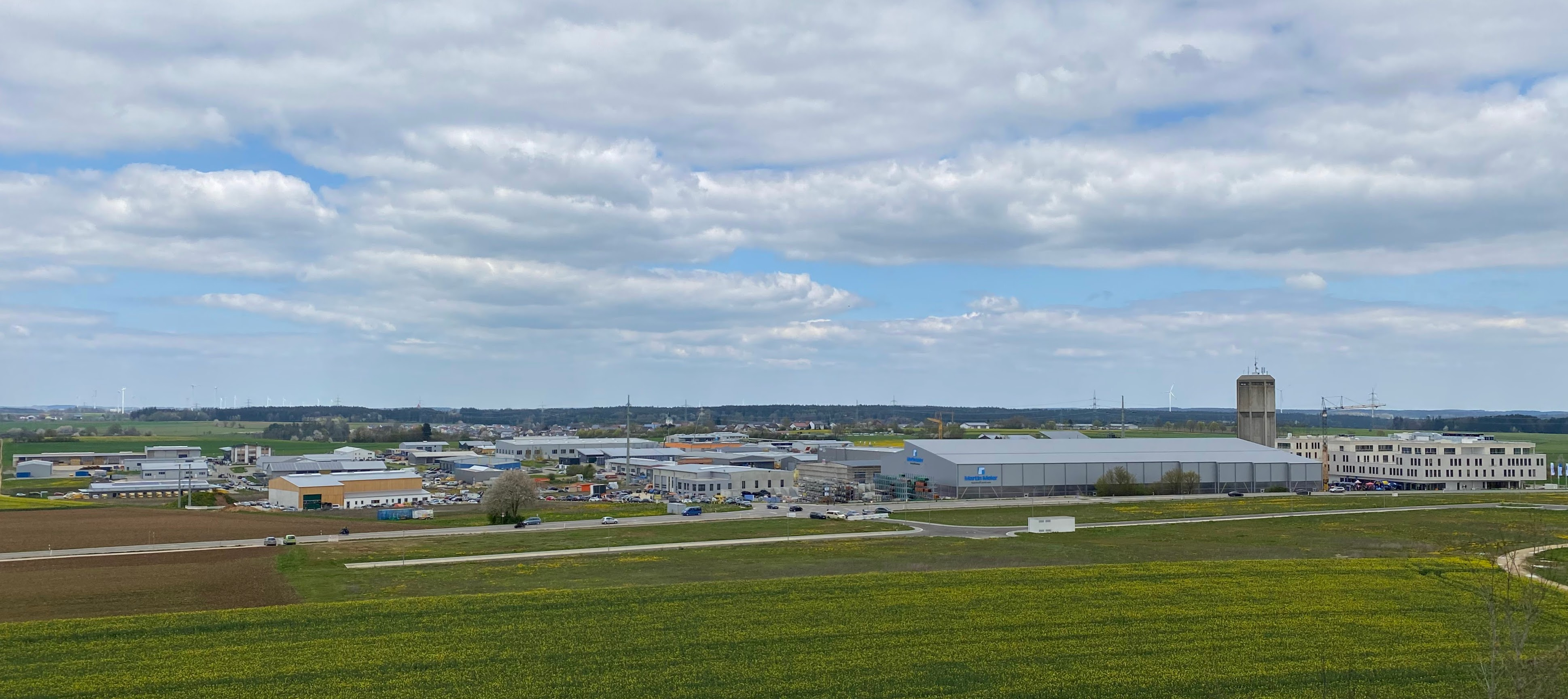
Das Gewerbegebiet Preith

Die Bosch Automotive Service Solutions GmbH hat einen Produktionsstandort im Gemeindeteil Preith. Dort ist auch die Solarbayer GmbH, Hersteller von Öfen, Solarthermieanlagen und Wiederverkäufer von Computern beheimatet.

### Wirtschaft einschließlich Land- und Forstwirtschaft
Am 30. Juni 2018 gab es in der Gemeinde 596 sozialversicherungspflichtige Arbeitsplätze; von der Wohnbevölkerung standen 1264 Personen in einer versicherungspflichtigen Beschäftigung, so dass die Zahl der Auspendler um 668 die Zahl der Einpendler überwog. 20 Einwohner waren arbeitslos. Die 62 landwirtschaftlichen Betriebe bewirtschafteten insgesamt eine Fläche von 1814 Hektar (Stand 2016).

### Bildung
- Am 1. März 2019 gab es zwei Kindertageseinrichtungen mit zusammen 144 genehmigten Plätzen und 116 betreuten Kindern.
- In der Grundschule Pollenfeld wurden im Schuljahr 2019/2020 von zehn Lehrkräften insgesamt 143 Kinder unterrichtet.[7]

## Persönlichkeiten

### Söhne und Töchter von Pollenfeld
- Franz Xaver Weigl (1878–1952), deutscher Pädagoge.

### Mit Pollenfeld verbunden
- Franz Xaver Bovius  (1677–1725), deutscher katholischer Priester und Hersteller von Sonnenuhren.  Von 1723 bis 1725 Pfarrer in Preith.
- Markus Buchheit (* 1983), deutscher Politiker der Alternative für Deutschland (AfD). Wuchs ab 1988 im Ortsteil Preith auf.
- Antonellus Elsässer OFM (1930–2014), deutscher katholischer Theologe. Von 1982 bis 2010 Pfarradministrator in Preith.
- Raymund Schlecht (1811–1891), deutscher Geistlicher, Pädagoge und Musikforscher. 1834 bis 1836 Hauskaplan des Pfarrers von Pollenfeld.